# NGC 2516
NGC 2516 ist ein Offener Sternhaufen vom Typ I3r im Sternbild Kiel des Schiffs am Südsternhimmel. Er hat eine scheinbare Helligkeit von 3,8 mag und einen Durchmesser von 22 Bogenminuten. Der Haufen ist rund 1.300 Lichtjahre vom Sonnensystem entfernt und hat einen Durchmesser von etwa 12 Lichtjahren. Sein Alter wird auf 135 Millionen Jahre geschätzt.
Entdeckt wurde das Objekt 1751 von dem französischen Astronomen Nicolas Louis de Lacaille.